# Turdina becuda de Sumatra
La turdina becuda de Sumatra (Napothera albostriata) és un ocell de la família dels pel·lorneids (Pellorneidae).

## Hàbitat i distribució
Viu a la vegetació secundària, matolls i bosc de l'oest de Sumatra.